# Джон Морріс (керлінгіст)
Джон Морріс (англ. John Morris) на прізвисько Джонні Мо — канадський керлінгіст, дворазовий олімпійський чемпіон, чемпіон світу призер, чемпіонатів світу.

## Кар'єра
Першу золоту олімпійську медаль та звання олімпійського чемпіона Морріс виборов на Ванкуверській олімпіаді 2010 року, граючи третім у команді Кевіна Мартіна. На Пхьончханській олімпіаді 2018 року він здобув другу золоту олімпійську медаль у турнірі змішаних пар, граючи з Кейтлін Лоз.